# Yorima flava
Yorima flava is een spinnensoort uit de familie van de waterspinnen (Cybaeidae).
De wetenschappelijke naam van de soort werd in 1937 als Chorizomma flavum gepubliceerd door Ralph Vary Chamberlin en Wilton Ivie.